# Liste du patrimoine culturel immatériel de la république de l'Altaï
La liste des objets du patrimoine culturel immatériel de la république de l'Altaï comprend l'ensemble des biens immatériels approuvés par le gouvernement de la république de l'Altaï en 2014. Ils sont tous en lien avec la culture des Altaïens, peuple autochtone de la région.

## Liste
| N° | Image | Nom                            | Description                                                                                      | Commentaire |
| -- | ----- | ------------------------------ | ------------------------------------------------------------------------------------------------ | --- |
| 1  |       | Kaï                            | Chant de gorge de l'Altaï                                                                        | Chant de gorge se rapprochant du khöömii, considéré comme le langage des esprits protégeant l'Altaï par les peuples du territoire. |
| 2  |       | Kai tchorok                    | Contes héroïques de l'Altaï                                                                      | Ensemble d'histoires orales de la mythologie des Altaïens mais aussi de l'histoire qu'ont vécue les peuples de la région. Plus de 500 000 vers ont été recueillis de cet ensemble. |
| 3  |       | Kaïtchy                        | Interpèrt                                                                                        | Le Kaïtchy est une personne, qui serait choisie par les esprits maîtres des montagnes de l'Altaï, pour transmettre des histoires à la population. Ces personnes sont entraînées dès le plus jeune âge (à partir de 6/9 ans)                                                                   |
| 4  |       | Baï Terek                      | Peuplier sacré / Peuplier de fer                                                                 | Le peuplier est dans le tengrisme l'arbre sacré qui fait la connexion entre les différents mondes : supérieur (le ciel), moyen (la terre) et inférieur (sous-terre). |
| 5  |       | Tovchuur                       | instrument de musique traditionnel de l'Altaï                                                    | Le tovchuur est un instrument de musique traditionnel, accompagnant le chant de gorge (kaï) ainsi que la narration d'histoires du peuple. |
| 6  |       | Ikili                          | instrument folklorique traditionnel de l'Altaï                                                   | Instrument de musique qui accompagne l'exécution de mélodies folkloriques, très semblable au morin khuur. |
| 7  |       | Jadap-dyanar                   | Variété du genre de chansons folkloriques de l'Altaï                                             | Chants folkloriques joués lors des prières, rites, fêtes, cérémonies de mariages et lors d'autres occasions. |
| 8  |       | Teperini japdagani             | Tengrisme                                                                                        | Croyance répandue dans l'Altaï au cours des époques vénérant la divinité du ciel Tengri |
| 9  |       | Kam-jad                        | Chamanisme de l'Altaï                                                                            | Chamanisme de la région qui implique l'existence d'intermédiaires (chamans) entre les Hommes et les esprits. Les chamans doivent servir les esprits et protéger leurs confrères humains des troubles.                                                                                         |
| 10 |       | Ak-jad                         | Foi blanche (Bourkhanisme).                                                                      | Culte apparu au début du XXe siècle qui a absorbé diverses croyances traditionnelles, dont le chamanisme et le bouddhisme, et qui a permis la création d'une unité ethnique parmi les Altaïens pendant l'époque soviétique.                                                                   |
| 11 |       | Altaiïkodourgeni, Jer takygany | Rite de louange, vénération des divinités, des esprits - propriétaires de l'Altaï, de la région. | Rite au cours duquel des prières sont adressés aux divinités et esprits de l'Altaï avec des sacrifices d'animaux dans le but de protéger le bétail. |
| 12 |       | Arjany japdagans               | Rite d'adoration aux esprits des cols.                                                           | Rite effectué avant un voyage avec un repas « commun » avec les esprits et d'autres offrandes. Les cols sont souvent difficiles et dangereux dans la république et ce rite doit permettre la protection du voyageur.                                                                          |
| 13 |       | Arzjany suuny japdagans        | Rite d'adoration des esprits sources sacrées.                                                    | Rite effectué pour honorer les esprits protecteurs avec des offrandes sous forme de lait, de thé, de fromage, de rubans et de branches de genévriers. |
| 14 |       | Altaï-Koudaï                   | Divinité, esprit, patron de l'Altaï.                                                             | L'Altaï-Koudaï est une divinité et patron de la région, combinant les traits des esprits protecteurs et de la divinité céleste Tengri. Il est souvent représenté comme un vieil homme à barbe blanche avec un bâton doré dans un manteau d'hermine blanche, chevauchant un cheval blanc.      |
| 15 |       | Artchyndy baylagany            | Vénération rituelle du genévrier                                                                 | Le genévrier est une plante très importante et donc vénérée, car elle apporterait la purification et la guérison, et elle fait le lien entre les différents mondes. |
| 16 |       | Jalama / Kyira                 | Rubans sacrés rituels                                                                            | Rubans sacrés pouvant être blancs, jaunes, bleu clair, vert clair, larges de 3 à 4 cm et longs de 70 à 90 cm. Ils sont généralement en coton, et sont faits en offrandes à Altaï-Koudaï et aux esprits de la région, en étant attachés aux branches des arbres et arbustes, ou à des poteaux. |
| 17 |       | Ovoo                           | Talus de pierre                                                                                  | L'ovoo est un talus de pierres plates principalement mis au niveau des cols, des montagnes sacrées, des rivières et des sources curatives. |
| 18 |       | Kiourée                        | Talus de pierre                                                                                  | Talus de pierres plates proches des ovoos où se déroulent des prières et autres rites, mais ayant une taille inférieure aux ovoos. |
| 19 |       | Tagyl                          | Autel                                                                                            | Talus de pierres plates, construites lors des cérémonies calendaires et des fêtes folkloriques. Ils sont construits quelques jours avant la cérémonie, et servent d'autel où sont déposées des offrandes aux esprits.                                                                         |
| 20 |       | Ziachtch Tachtyp jadbi         | Rite du poison de pierre                                                                         | Un ancien rite magique d'influence sur le temps. Le rite, effectué à l'aide d'une pierre magique - Jada , peut changer le temps, provoquer une tempête ou, au contraire, nettoyer le ciel des nuages, arrêter les chutes de neige et provoquer la pluie.                                      |
| 21 |       | Altaï jyldyk too               | Calendrier de l'Altaï                                                                            | Le calendrier lunaire-solaire du cycle animal de 12 ans, formé en Asie centrale à la fin du Ier millénaire av. J.-C. par les ancêtres lointains de nombreux peuples modernes, y compris les peuples de l'Altaï.                                                                               |